# Ле Крочи (Болоња)
Ле Крочи (итал. Le Croci) је насеље у Италији у округу Болоња, региону Емилија-Ромања.
Према процени из 2011. у насељу је живело 25 становника. Насеље се налази на надморској висини од 539 м.